# Залевківська сільська рада
Зале́вківська сільська́ ра́да — адміністративно-територіальна одиниця та орган місцевого самоврядування у Смілянському районі Черкаської області. Адміністративний центр — село Залевки.

## Загальні відомості
- Населення ради: 591 особа (станом на 2001 рік)

## Населені пункти
Сільській раді були підпорядковані населені пункти:
- с. Залевки

## Склад ради
Рада складалася з 14 депутатів та голови.
- Голова ради:
- Секретар ради: Людвіновська Тетяна Миколаївна

### Керівний склад попередніх скликань
| Прізвище, ім'я, по батькові  | Основні відомості                                    | Дата обрання | Дата звільнення |
| ---------------------------- | ---------------------------------------------------- | ------------ | --------------- |
| Бондарчук Євгеній Васильович | Сільський голова, 1948 року народження, безпартійний | 26.03.2006   | 31.10.2010      |

Примітка: таблиця складена за даними сайту Верховної Ради України

### Депутати
За результатами місцевих виборів 2010 року депутатами ради стали:

#### За суб'єктами висування
| Суб'єкт висування | Кількість обраних депутатів | %   |
| ----------------- | --------------------------- | --- |
| Самовисування     | 14                          | 100 |

#### За округами
| № округу | Прізвище, ім'я, по батькові     | Дата визнання обраним | Освіта  | Партійна приналежність | Відомості про обраного депутата                       |
| -------- | ------------------------------- | --------------------- | ------- | ---------------------- | ----------------------------------------------------- |
| 1        | Ткаченко Світлана Василівна     | 04.11.2010            | середня | позапартійна           | Смілянський психоневрологічний інтернат, касир        |
| 2        | Леонович Ганна Григорівна       | 04.11.2010            | середня | позапартійна           | ТОВ «Смілаенергоінвест», оператор                     |
| 3        | Криштопа Тетяна Петрівна        | 04.11.2010            | середня | позапартійна           | ТОВ «Смілаенергоінвест», оператор                     |
| 4        | Людвіновська Тетяна Миколаївна  | 04.11.2010            | середня | позапартійна           | Залевківська сільська рада, секретар                  |
| 5        | Завгородня Оксана Володимирівна | 04.11.2010            | середня | позапартійна           | Смілянська міська лікарня, молодша медична сестра     |
| 6        | Маслюк Лариса Володимирівна     | 04.11.2010            | вища    | позапартійна           | Управління ПФУ м. Сміла, головний спеціаліст, ревізор |
| 7        | Бондарчук Євгеній Васильович    | 04.11.2010            | вища    | позапартійний          | Залевківська сільська рада, голова                    |
| 8        | Подвіженко Світлана Миколаївна  | 04.11.2010            | середня | позапартійна           | Залевки фельдшерсько-акушерський пункт, завідувачка   |
| 9        | Пугач Вадим Вікторович          | 04.11.2010            | середня | позапартійний          | ВАТ «Малобузуківський гранкар'єр», машиніст           |
| 10       | Ключка Анатолій Борисович       | 04.11.2010            | середня | позапартійний          | ТОВ МП «Сунки», єгер                                  |
| 11       | Бостан Петро Георгійович        | 04.11.2010            | середня | позапартійний          | пенсіонер                                             |
| 12       | Яненко Марія Олександрівна      | 04.11.2010            | середня | позапартійна           | пенсіонер                                             |
| 13       | Гречаний В'ячеслав Миколайович  | 04.11.2010            | середня | позапартійний          | тимчасово не працює                                   |
| 14       | Волошин Микола Олексійович      | 04.11.2010            | середня | позапартійний          | пенсіонер, вчитель                                    |